# Cynthiacetus
Cynthiacetus  is een geslacht van uitgestorven walvisachtigen behorend tot de Basilosauridae, een familie binnen de onderorde Archaeoceti. Deze walvisachtigen leefden in het Laat-Eoceen (Bartonien-Priabonien, 40,4 tot 33,9 miljoen jaar geleden) langs de kusten van het Amerikaanse continent. Er zijn exemplaren gevonden in het zuidoosten van de Verenigde Staten en Peru (Otumaformatie). 

## Kenmerken
Met een totale lengte van ongeveer twaalf meter was Cynthiacetus een van de grootste basilosauriërs. Cynthiacetus had een langgerekt lichaam met een lange staart. De achterpoten waren nog aanwezig. De schedel was een meter lang en veel groter dan bij Zygorhiza en Dorudon en iets kleiner en duidelijk slanker dan bij Basilosaurus. In de bek zaten scherpe tanden.

## Beschrijving
Cynthiacetus is benoemd naar de stad Cynthia, Mississippi, vlakbij waar het type-exemplaar van de soort Cynthiacetus maxwelli werd ontdekt.
De schedel van Cynthiacetus maxwelli leek qua grootte en morfologie op die van Basilosaurus cetoides, maar Cynthiacetus miste de langgerekte wervels van Basilosaurus. Uhen 2005 richtte het geslacht op om het nomen dubium Pontogeneus te vermijden (dat gebaseerd was op slecht beschreven en nu verdwenen exemplaren). Cynthiacetus was kleiner dan Masracetus.
De Zuid-Amerikaanse soort Cynthiacetus peruvianus, de eerste archaeocete die op dat continent werd beschreven, verschilt vooral van Cynthiacetus maxwelli door het aantal cuspiden in de onderste premolaren, maar heeft ook het grootste aantal thoracale wervels (20). Het type-exemplaar van Cynthiacetus peruvianus was een volwassen exemplaar van 9 meter lang.

## Fossiele vondsten
In 2005 werd op basis van fossiele vondsten in de zuidoostelijke Verenigde Staten de typesoort C. maxwelli beschreven. In 2011 werd met C. peruvianus een tweede soort beschreven, de eerste bekende Archaeoceti uit Zuid-Amerika. Het holotype is een subcompleet skelet van ongeveer 36 miljoen jaar oud uit de Otuma-formatie in het Pisco-bekken in Peru. Dit skelet wordt tentoongesteld in de Galerie de paléontologie et d'anatomie comparée van het Muséum national d'histoire naturelle in Parijs.